# Clovis (Új-Mexikó)
Clovis település az Amerikai Egyesült Államok Új-Mexikó államában, Curry megyében, melynek megyeszékhelye is. Lakosainak száma 38 567 fő (2020. április 1.).

## Népesség
A település népességének változása:
| Lakosok száma | 33 182 | 37 775 | 38 567 |
|               | 2007   | 2010   | 2020   |